# 8-й Конгресс США
Восьмо́й Конгре́сс США — заседание Конгресса США, проходившее в Капитолии в Вашингтоне с 4 марта 1803 года по 4 марта 1805 года в период последних двух лет первого президентства Томаса Джефферсона. Распределение мест в Палате представителей было основано на второй переписи населения Соединённых Штатов в 1800 году. В обеих палатах было демократическо-республиканское большинство.

## Важные события
- 30 апреля 1803 года: Соединённые Штаты купили Луизиану у Франции.
- 16 февраля 1804 года: Во время Первой берберийской войны Стивен Декейтер возглавил рейд, чтобы сжечь удерживаемый пиратами фрегат «Филадельфия».
- 26 марта 1804 года: Орлеанская территория была организована из части Луизианской покупки к югу от 33-й параллели; часть к северу от 33-й параллели была организована как округ Луизиана.
- 14 мая 1804 года: Экспедиция Льюиса и Кларка отправилась из лагеря Дюбуа, чтобы начать своё историческое путешествие вверх по реке Миссури.
- 11 июля 1804 года: Аарон Бёрр убил на дуэли Александра Гамильтона.
- 30 ноября 1804 года: судебное разбирательство по делу об импичменте судьи Верховного суда Сэмюэля Чейза.
- 3 декабря 1804 года: президентские выборы 1804 года в США: действующий президент Томас Джефферсон победил претендента Чарльза Коутсуорта Пинкни.
- 11 января 1805 года: организована территория Мичиган.
- 1 марта 1805 года: Сэмюэл Чейз оправдан Сенатом США.
- 3 марта 1805 года: Территория Луизианы была организована из округа Луизиана.

## Сессии
- 1-я сессия: 17 октября 1803 – 27 марта 1804
- 2-я сессия: 5 ноября 1804 – 3 марта 1805

## Ключевые законы
- Земельный закон 1804 года (англ. Land Act of 1804)

## Конституционные поправки
- 9 декабря 1803 года: утвердил поправку к Конституции Соединённых Штатов, предусматривающую новую процедуру избрания президента и вице-президента, и представил её на ратификацию в законодательные собрания штатов.
  - 15 июня 1804 года: Двенадцатая поправка была ратифицирована необходимым количеством штатов (тогда 13), чтобы стать частью Конституции.

## Договоры
- 20 октября 1803 года: Сенат ратифицировал договор о покупке Луизианы.

## Членство

### Сенат
| Начало | 30 | 4 | 21 | 9 |
| Конец  | 34 | 0 | 25 | 9 |

### Палата представителей
После переписи 1800 года размер Палаты был увеличен со 108 до 142 мест.
| Начало | 139 | 3 | 100 | 39 |
| Конец  | 140 | 2 | 101 | 39 |

## Руководство
|  |                              |                                        |                                             |                                                |  |
|  | Аарон Бёрр, президент Сената | Джон Браун, временный президент Сената | Джозеф Андерсон, временный президент Сената | Натаниель Мэйкон, спикер Палаты представителей |  |

### Сенат
- Председатель:
  - Аарон Бёрр (Демократическо-республиканская партия)
- Временный президент:
  - Джон Браун (Демократическо-республиканская партия), с 17 октября 1803 года по 26 февраля 1804 года
  - Джесси Франклин (Демократическо-республиканская партия), с 10 марта 1804 года по 4 ноября 1804 года
  - Джозеф Андерсон (Демократическо-республиканская партия), с 15 января 1805 года

### Палата представителей
- Спикер
  - Натаниель Мэйкон (Демократическо-республиканская партия), с 7 декабря 1801 года

## Комитеты
Списки комитетов и их партийных руководителей.

### Сенат
- Комитет полного состава (англ. Committee of the Whole)

### Палата представителей
- Комитет по вопросам претензий (англ. Committee on Claims) (председатель: Джон К. Смит)
- Комитет по вопросам торговли и производства (англ. Committee on Commerce and Manufactures) (председатель: Сэмюэл Митчилл)
- Комитет по вопросам выборов (англ. Committee on Elections) (председатель: Уильям Финдли)
- Комитет по вопросам пересмотра и незавершенным делам (англ. Committee on Revisal and Unfinished Business) (председатель: Сэмюэл Тенни)
- Комитет по вопросам правил (англ. Committee on Rules)
- Комитет по вопросам стандартов официального поведения (англ. Committee on Standards of Official Conduct)
- Комитет по вопросам путей и средств (англ. Committee on Ways and Means) (председатель: Джон Рэндолф)
- Комитет полного состава (англ. Committee of the Whole)

### Совместные комитеты
- Объединённый комитет по вопросам внесения законопроектов (англ. Joint Committee on Enrolled Bills)

## Офицеры

### Директораагентств законодательной власти
- Архитектор Капитолия: Бенджамин Латроб, с 6 марта 1803 года
- Библиотекарь Конгресса: Джон Дж. Бекли, с 29 января 1802 года

### Сенат
- Капеллан: Эдвард Гант (Епископальная церковь), с 9 декабря 1801 до 7 ноября 1804 года
- Капеллан: Александер Маккормик (Епископальная церковь), с 7 ноября 1804 года
- Секретарь: Сэмюэл А. Отис, с 8 апреля 1789
- Привратник: Джеймс Мазерс с 7 апреля 1789

### Палата представителей
- Капеллан: Уильям Паркинсон (Баптист), с 10 декабря 1801 до 5 ноября 1804 года
- Капеллан: Джеймс Лори (Пресвитерианство), с 5 ноября 1804 года
- Клерк: Джон Дж. Бекли, с 7 декабря 1801 года
- Привратник: Томас Клэкстон, с 1795 года
- Сержант по оружию: Джозеф Уитон, с 12 мая 1789